# Ujanis
Ujanis là một đô thị thuộc tỉnh Syunik, Armenia. Dân số ước tính năm 2011 là 89 người.